# Robert od Vermandoisa
Robert od Vermandoisa (umro poslije 19. lipnja 966.) bio je francuski plemić; grof Meauxa (od 946.) i Troyesa (od 956.).
Otac mu je bio grof Herbert II. od Vermandoisa (umro 943.), potomak Karla Velikog.
Majka mu je bila Adela, kći Roberta I.
Robert je bio brat Adalberta I. od Vermandoisa.
Robertova je žena bila Adela (ili Adelajda); ovo su njihova djeca:
- Herbert III. od Meauxa[4]
- Adela?[5]
- Adelajda od Troyesa[6][7]
- Archambaud?